# Miniaturowy okręt podwodny

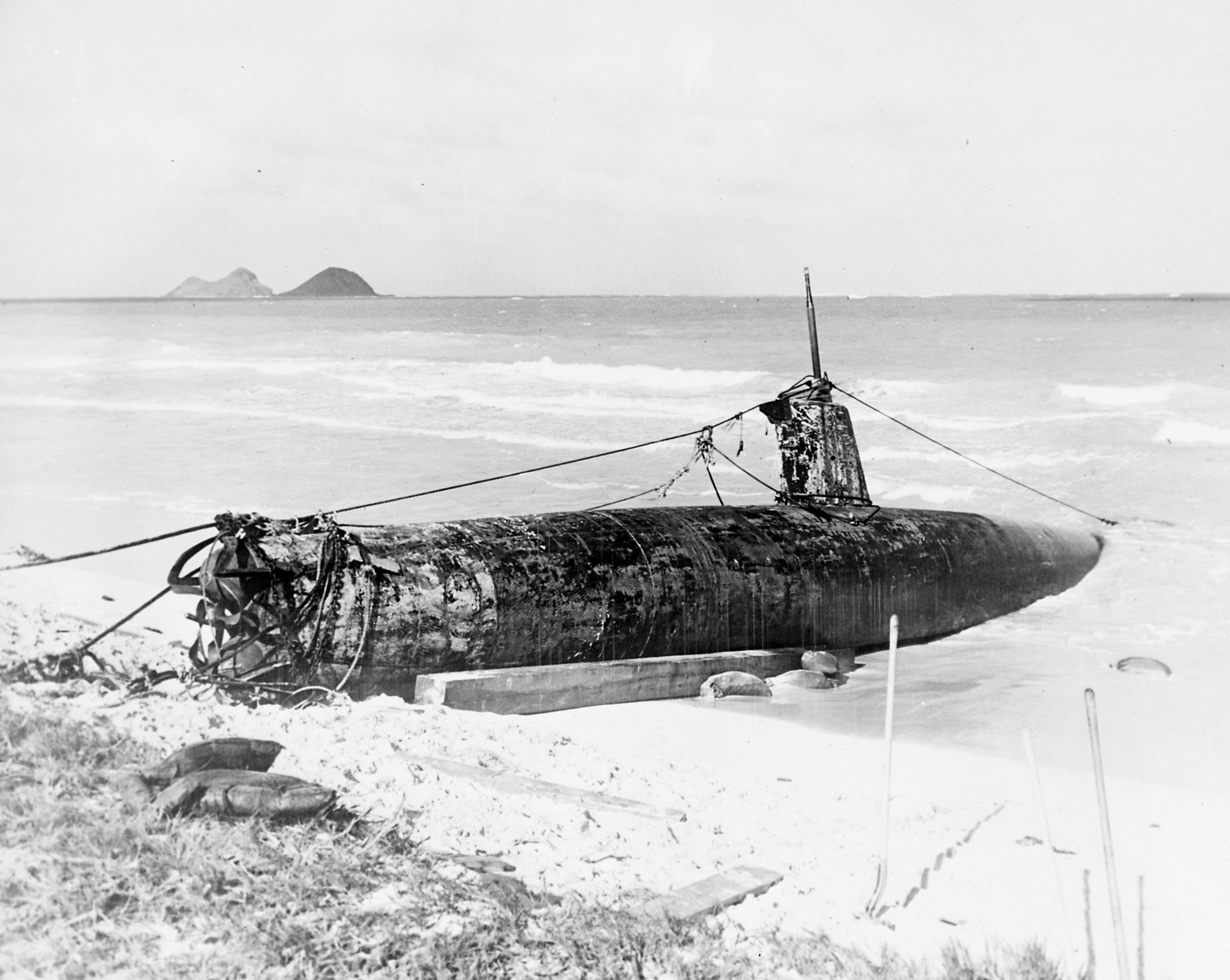
Wydobyty przez Amerykanów, japoński miniaturowy okręt podwodny Ha-19 po ataku na Pearl Harbor

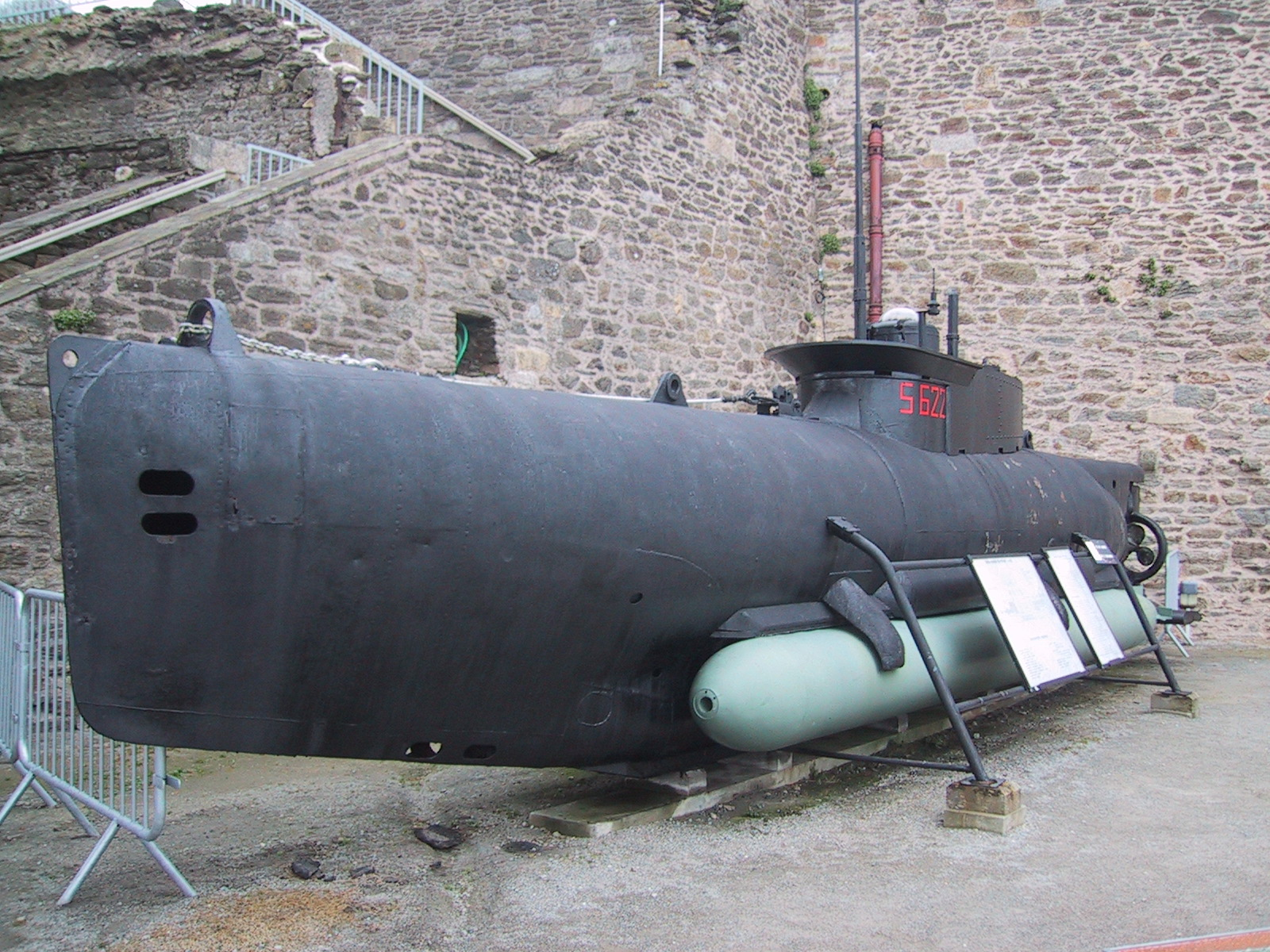
Niemiecki miniaturowy okręt podwodny typu Seehund, widoczna podwieszona torpeda

Miniaturowy okręt podwodny, lilipuci okręt podwodny – okręt podwodny o niskiej wyporności, przeznaczony do działań w strefie przybrzeżnej, szczególnie do atakowania okrętów przeciwnika w portach. Użyte m.in. przez Japończyków podczas ataku na Pearl Harbor (1941) lub port w Sydney (1942).
Miniaturowych okrętów podwodnych używały wielkie marynarki wojenne wszystkich państw biorących udział w wojnie morskiej: brytyjskiej Royal Navy (typu X), niemieckiej Kriegsmarine (typu Seehund), włoskiej Regia Marina (Żywa torpeda), amerykańskiej US Navy i japońskiej Cesarskiej Marynarki Wojennej.
Sukcesy tych okrętów były jednak raczej niewielkie, sprowadzając się do relatywnie nielicznych trafień i stosunkowo znacznych strat atakujących wskazane cele załóg.